# بانشاغافيا
بانشاغافيا أو بانشاكافيام هو خليط يستخدم في الطقوس الهندوسية التقليدية ويتم تحضيره عن طريق خلط خمسة مكونات. المكونات المباشرة الثلاثة هي روث البقر، وبول البقر، والحليب، والمنتجات المشتقة هي اللبن الرائب والسمن. يتم خلطها ثم تركها لتتخمر. الكلمة السنسكريتية بانشاغافيا تعني "خمسة مشتقات من البقرة". عند استخدامه في الطب الأيورفيدي، يُطلق عليه أيضًا اسم اعتلال البقر.

## المخاطر
يزعم المؤيدون أن العلاج ببول البقر قادر على علاج العديد من الأمراض، بما في ذلك أنواع معينة من السرطان، على الرغم من أن هذه الادعاءات ليس لها دعم علمي. في الواقع، لم تظهر الدراسات المتعلقة بتناول مكونات فردية من بانشاغافيا، مثل بول البقر، أي فائدة إيجابية، بل أظهرت آثارًا جانبية كبيرة، بما في ذلك التشنج، وانخفاض التنفس، والوفاة. يمكن أن يكون بول البقر أيضًا مصدرًا للبكتيريا الضارة والأمراض المعدية، بما في ذلك داء البريميات.

## التطبيقات غير الطبية
يستخدم البانشاغافيا كسماد ومبيد للآفات في العمليات الزراعية. يزعم المؤيدون أنه محفز للنمو في النظام الغذائي للدواجن، وأنه قادر على زيادة نمو العوالق لتغذية الأسماك، وأنه يزيد من إنتاج الحليب في الأبقار، ويزيد من وزن الخنازير، ويزيد من قدرة الدواجن على وضع البيض. يتم استخدامه أحيانًا كقاعدة في منتجات التجميل.

## العادات الدينية
ذكر موقع الآثار الهندي في يونيو 1895 أن روث البقر كان يستخدم بشكل عام في تطهيرات البراهمان وكان الهندوس يأكلونه للتكفير عن الخطيئة:
"يشكل روث البقر وبولها، مع الحليب، واللبن الرائب والزبدة، المنتجات الخمسة للبقر، والتي يعبدها الناس في جنوب الهند. يتم تطهير الأواني الفخارية الجديدة عن طريق سكب المنتجات الخمسة للبقرة فيها - الحليب، واللبن، والزبدة، والروث، والبول. توضع الأواني الخمسة على عشب الداربا ويتم عبادتها. يُطلق عليهم اسم الإله بانتشجافيا، ويفكر العابد في فضائلهم وصفاتهم الحميدة، ويضع الزهور عليهم، ويقدم لهم عقليًا عرشًا ذهبيًا. يتم رش الماء عليهم وتلويحه فوقهم. يتم تتويجهم بالأرز الملون، ويتم تقديمهم عقليًا بالمجوهرات والفساتين الفاخرة وخشب الصندل. يتم تقديم الزهور والبخور ومصباح مشتعل والموز والتنبول، ويتم الانحناء بشكل منخفض وتكرار الصلاة التالية:
"يا بانشغافيا، اغفر لنا خطايانا وخطايا كل الكائنات التي تضحي لك وتشرب منك. لقد خرجت من جسد البقرة؛ لذلك أدعوك أن تغفر لي خطاياي وتطهر جسدي. طهرني أنا، أنا الذي أقدم لك العبادة، من خطاياي. اغفر لي وخلصني."
بعد الانحناءة الثانية والتأمل في هاري، يتم خلط المنتجات الخمسة في كوب واحد؛ يشرب الكاهن القليل منه، ويسكبه في أيدي المصلين المجوفة ويشربونه. لا يوجد شيء أكثر تنظيفًا من هذا الخليط. كل الهنود يشربونه غالبا. الرحيق الخمسة ( الحليب، واللبن الرائب، والزبدة، والسكر والعسل ) جيدة، ولكنها أقل قوة بكثير.
تحكي ملحمة ماهابهاراتا القديمة أن شري، إلهة الحظ والازدهار الهندوسية، تتواجد بشكل غير مرئي في بول وروث الأبقار.